# Родригес Сотто, Карлитос
Карлитос Хосе Родригес Сотто (исп. Carlitos Rodriguez Sotto; род. 22 ноября 2004) — боливийский футболист, защитник клуба «Хорхе Вильстерманн».

## Клубная карьера
Родригес — воспитанник клуба «Хорхе Вильстерманн». Летом 2022 года в матче против «Атлетико Пальмафлор» он дебютировал в боливийской Примере. 

## Международная карьера
В 2023 году в составе молодёжной сборной Боливии Родригес принял участие в молодёжном чемпионате Южной Америки в Колумбии. На турнире он сыграл в матчах против сборных Венесуэлы, Эквадора и Чили.